# Ruth W. Greenfield
Ruth Wolkowsky Greenfield (Cayo Hueso, 17 de noviembre de 1923-Miami, 27 de julio de 2023) fue una concertista de piano y profesora estadounidense, pionera en el campo de la lucha por los derechos civiles de los afroamericanos en Estados Unidos. Su enfoque fue considerado escandaloso en su tiempo pero marcó el inicio en romper barreras raciales a través de la música.

## Biografía
Nacida en Key West, Florida, se crio en Miami. Estudió piano desde los cinco años y luego con la compositora y pianista Mana-Zucca (Gizella Augusta Zuckerman, (1885-1981)). Se graduó en Miami Beach High School en 1941, estudió en la Universidad de Miami, perfeccionándose en Universidad de Míchigan en Ann Arbor y con Artur Schnabel.
En 1949 se estableció en París para estudiar con Nadia Boulanger, la maestra de Aaron Copland y Astor Piazzolla, entre otros. Allí se casó con el abogado Arnold Merwin Greenfield. De regreso en Miami fundó el Fine Arts Conservatory en 1951 junto con Tally Brown, primera escuela integrada para blancos y negros con locación en diferentes sitios, incluso un templo masónico y un depósito de ataúdes en Overtown. El 9 de mayo de 1953, su alumno de quince años James "Jimmy" Ford dio un concierto entre blancos en la Miami Memorial Library.
En 1961, el conservatorio se estableció definitivamente en Liberty City, uno de los barrios negros de Miami, donde permaneció abierto hasta 1978. Greenfield siguió enseñando por treinta y dos años en el Miami Dade College. En 2011, la institución nombró el Wolfson Campus en su honor.
Una de las personalidades más notables de la escena del sur de Florida, Greenfield tuvo cuatro hijos, Timothy Greenfield-Sanders, Charles D. Greenfield, Alice Greenfield y  Frank Greenfield. Su hermano fue David Wolkowsky (1919-2018), conocido como "Mr. Key West". Entre sus nietos, Liliana Greenfield-Sanders e Isca Greenfield-Sanders.
En 2013, el director Steve Waxman realizó el documental Instruments of Change sobre Ruth Greenfield con entrevistas a personalidades locales como Eduardo Padron,  Marvis Martin, Garth Reeves, Carrie Meek, Judge Wendell Graham, Judy Drucker y Charles Austin.

## Distinciones
- Urban League Award for Outstanding Community Inter-Racial Service (1964)
- Governor of Florida Award for Contributions to the Arts (1975)
- Outstanding Citizen's Award,
- American Jewish Congress (Ruth W. Greenfield Outstanding Citizen Award), 1987
- Woman of the Year, Anti-Defamation League, 1988.